# Kriegslokparade von Seddin
Die Kriegslokparade von Seddin war eine Propagandaveranstaltung des Dritten Reiches am 7. Juli 1943.

## Hintergrund

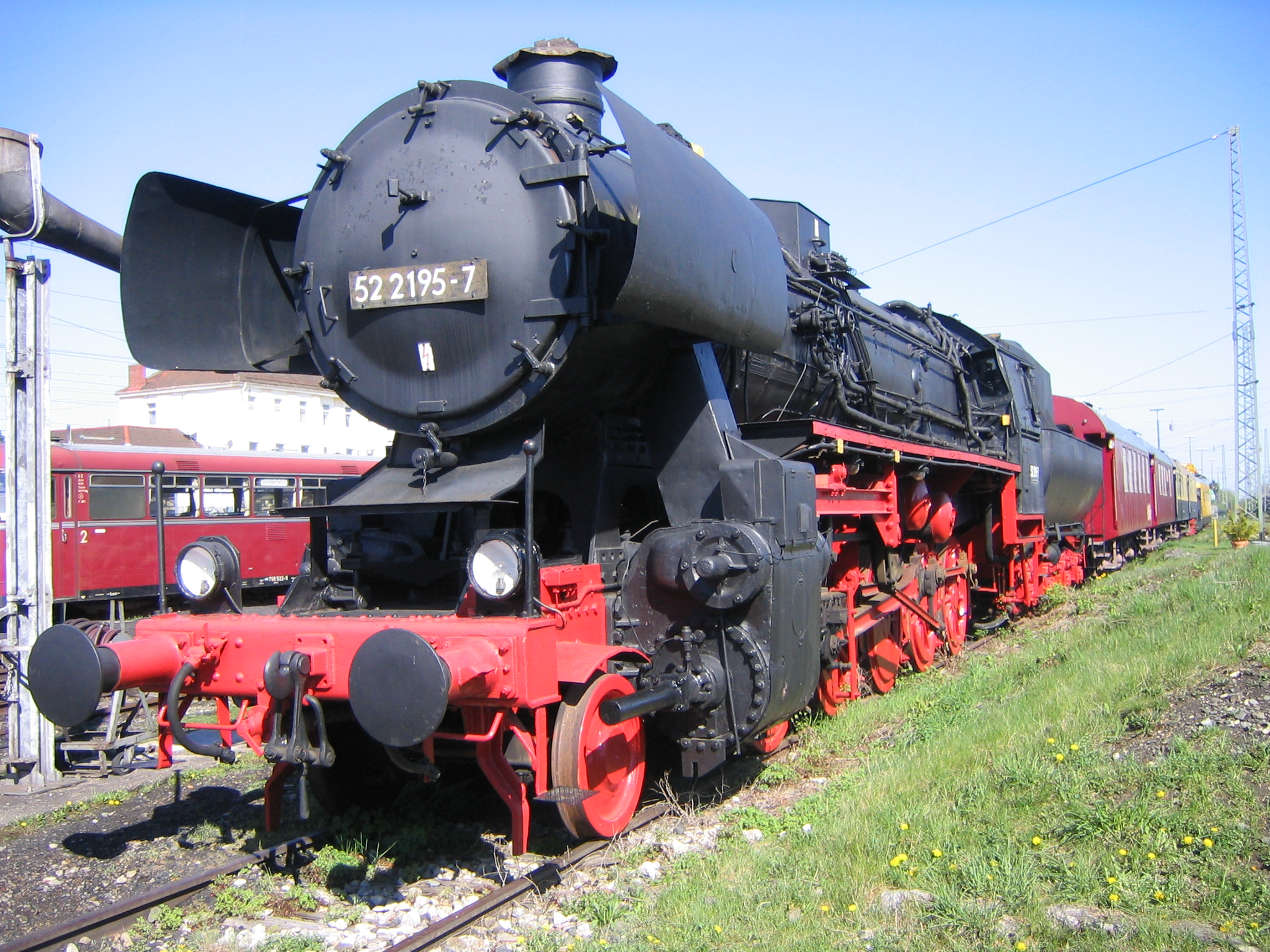
Lokomotive der Baureihe 52

Um die Leistungsfähigkeit der deutschen Industrie und Kriegswirtschaft zu demonstrieren, wurden in der ersten Juliwoche des Jahres 1943 auf dem Rangierbahnhof Seddin 51 fabrikneue Kriegslokomotiven der Baureihe 52 zusammengezogen. Es handelte sich bei diesen Lokomotiven um eine komplette Tagesproduktion und zugleich die höchste Stückzahl der BR 52, die sämtliche Fabriken der Gemeinschaft Großdeutscher Lokomotivhersteller jemals innerhalb von 24 Stunden fertiggestellt hatten.
In einer aufwändigen Inszenierung für Wochenschauen, Propagandafilmer und Presse setzten sich am 7. Juli alle 51 Loks, aufgereiht auf fünf parallel verlaufenden Gleisen, auf Kommando präzise im gleichen Moment in Bewegung, um symbolisch die Fahrt an die Front anzutreten. Dieses Manöver hatte umfangreiche Proben in den vorangegangenen Tagen erfordert, die auch zu technischen Schäden an den Lokomotiven geführt hatten.
Die Parade der Kriegslokomotiven, die durch ihr gleichzeitiges Anfahren und identisches Äußeres ein Bild beeindruckender monolithischer Geschlossenheit vermitteln sollten, wurde in ihrer Wirkung dadurch gemindert, dass die einzelnen Loks durchaus nicht vollkommen gleich aussahen, sondern je nach Hersteller zum Teil erhebliche optische Unterschiede aufwiesen. Zugleich erwies sich die Inszenierung als inhaltslose Geste, da der verantwortliche Minister Albert Speer wenige Tage zuvor, am 3. Juli, eine drastische Reduzierung des Bauprogramms für Kriegslokomotiven verkündet hatte, mit der Absicht, durch Kriegseinwirkung beschädigte vorhandene Loks reparieren zu lassen, statt sie durch Neubauten zu ersetzen.